# Giải vô địch bóng đá nữ châu Á 2003
Giải vô địch bóng đá nữ châu Á 2003 diễn ra tại Thái Lan từ 8 tháng 6 đến 21 tháng 6 năm 2003. Đội tuyển vô địch là Cộng hòa Dân chủ Nhân dân Triều Tiên sau khi đánh bại Trung Quốc trong trận chung kết. Ba đội đứng đầu của giải đại diện cho khu vực châu Á tại World Cup 2003. Do Trung Quốc là chủ nhà của World Cup 2003 (mặc dù sau đó chuyển sang tổ chức tại Hoa Kỳ vì dịch SARS nhưng Trung Quốc vẫn giữ nguyên tư cách chủ nhà) nên đội đứng thứ tư là Nhật Bản dự trận play-off với đại diện của CONCACAF.

## Các đội tham dự
| - Trung Quốc - Đài Bắc Trung Hoa - Guam - Hồng Kông - Ấn Độ | - Nhật Bản - CHDCND Triều Tiên - Hàn Quốc - Myanmar - Philippines | - Singapore - Thái Lan - Uzbekistan - Việt Nam |

## Vòng bảng

### Bảng A
| Đội               | Tr | T | H | B | BT | BB | HS  | Đ  |
| ----------------- | -- | - | - | - | -- | -- | --- | -- |
| CHDCND Triều Tiên | 4  | 3 | 1 | 0 | 45 | 2  | +43 | 10 |
| Hàn Quốc          | 4  | 3 | 1 | 0 | 20 | 2  | +18 | 10 |
| Thái Lan          | 4  | 2 | 0 | 2 | 6  | 21 | −15 | 6  |
| Hồng Kông         | 4  | 1 | 0 | 3 | 2  | 24 | −22 | 3  |
| Singapore         | 4  | 0 | 0 | 4 | 0  | 24 | −24 | 0  |

| Singapore | 0–3 | Thái Lan |
| --------- | --- | -------- |
|           |     |          |

| Hàn Quốc | 8–0 | Hồng Kông |
| -------- | --- | --------- |
|          |     |           |

| Hàn Quốc | 6–0 | Thái Lan |
| -------- | --- | -------- |
|          |     |          |

| CHDCND Triều Tiên | 13–0 | Hồng Kông |
| ----------------- | ---- | --------- |
|                   |      |           |

| Hàn Quốc | 4–0 | Singapore |
| -------- | --- | --------- |
|          |     |           |

| CHDCND Triều Tiên | 14–0 | Thái Lan |
| ----------------- | ---- | -------- |
|                   |      |          |

| Hồng Kông | 1–3 | Thái Lan |
| --------- | --- | -------- |
|           |     |          |

| CHDCND Triều Tiên | 16–0 | Singapore |
| ----------------- | ---- | --------- |
|                   |      |           |

| CHDCND Triều Tiên | 2–2 | Hàn Quốc |
| ----------------- | --- | -------- |
|                   |     |          |

| Hồng Kông | 1–0 | Singapore |
| --------- | --- | --------- |
|           |     |           |

### Bảng B
| Đội               | Tr | T | H | B | BT | BB | HS  | Đ  |
| ----------------- | -- | - | - | - | -- | -- | --- | -- |
| Nhật Bản          | 4  | 4 | 0 | 0 | 34 | 0  | +34 | 12 |
| Myanmar           | 4  | 2 | 1 | 1 | 11 | 8  | +3  | 7  |
| Đài Bắc Trung Hoa | 4  | 2 | 1 | 1 | 7  | 7  | 0   | 7  |
| Philippines       | 4  | 1 | 0 | 3 | 2  | 26 | −24 | 3  |
| Guam              | 4  | 0 | 0 | 4 | 2  | 15 | −13 | 0  |

| Nhật Bản | 15–0 | Philippines |
| -------- | ---- | ----------- |
|          |      |             |

| Guam | 1–2 | Đài Bắc Trung Hoa |
| ---- | --- | ----------------- |
|      |     |                   |

| Philippines | 0–6 | Myanmar |
| ----------- | --- | ------- |
|             |     |         |

| Nhật Bản | 7–0 | Guam |
| -------- | --- | ---- |
|          |     |      |

| Philippines | 0–4 | Đài Bắc Trung Hoa |
| ----------- | --- | ----------------- |
|             |     |                   |

| Nhật Bản | 7–0 | Myanmar |
| -------- | --- | ------- |
|          |     |         |

| Guam | 0–4 | Myanmar |
| ---- | --- | ------- |
|      |     |         |

| Nhật Bản | 5–0 | Đài Bắc Trung Hoa |
| -------- | --- | ----------------- |
|          |     |                   |

| Đài Bắc Trung Hoa | 1–1 | Myanmar |
| ----------------- | --- | ------- |
|                   |     |         |

| Philippines | 2–1 | Guam |
| ----------- | --- | ---- |
|             |     |      |

### Bảng C
| Đội        | Tr | T | H | B | BT | BB | HS  | Đ |
| ---------- | -- | - | - | - | -- | -- | --- | - |
| Trung Quốc | 3  | 3 | 0 | 0 | 29 | 0  | +29 | 9 |
| Việt Nam   | 3  | 2 | 0 | 1 | 6  | 9  | −3  | 6 |
| Ấn Độ      | 3  | 1 | 0 | 2 | 7  | 14 | −7  | 3 |
| Uzbekistan | 3  | 0 | 0 | 3 | 2  | 21 | −19 | 0 |

| Trung Quốc | 6–0 | Việt Nam |
| ---------- | --- | -------- |
|            |     |          |

| Ấn Độ | 6–0 | Uzbekistan |
| ----- | --- | ---------- |
|       |     |            |

| Việt Nam | 4–2 | Uzbekistan |
| -------- | --- | ---------- |
|          |     |            |

| Trung Quốc | 12–0 | Ấn Độ |
| ---------- | ---- | ----- |
|            |      |       |

| Việt Nam | 2–1 | Ấn Độ |
| -------- | --- | ----- |
|          |     |       |

| Trung Quốc | 11–0 | Uzbekistan |
| ---------- | ---- | ---------- |
|            |      |            |

## Vòng đấu loại trực tiếp

### Bán kết
| CHDCND Triều Tiên | 3–0 | Nhật Bản |
| ----------------- | --- | -------- |
|                   |     |          |

| Trung Quốc | 3–1 | Hàn Quốc |
| ---------- | --- | -------- |
|            |     |          |

### Tranh hạng ba
| Nhật Bản | 0–1 | Hàn Quốc         |
| -------- | --- | ---------------- |
|          |     | Hwang In-sun 18' |

### Chung kết
| CHDCND Triều Tiên            | 2–1 (s.h.p.) | Trung Quốc      |
| ---------------------------- | ------------ | --------------- |
| Ri Kum-suk 41', 112' (ph.đ.) |              | Cao Hồng Hà 61' |